# Ян Карстензоон
Ян Карстензо́он (також Ян Карстенс) — нідерландський мореплавець та дослідник XVII століття.

## Біографія
У 1623 Карстензоон керував за дорученням Голландської Ост-Індійської компанії експедицією до південного узбережжя Нової Гвінеї. Карстензоон керував «Перою», капітаном іншого корабля, «Арнем», був Вілем Джустен Ван Колстер. Плавання мало підтвердити повідомлення про ці землі від Віллема Янсзона, який у 1606 році вперше прийшов до цього регіону, а також щоб покращити знання про територію на півдні острова, досі недосліджену європейцями.
Плавання розпочалося від острова Амбон в голландській Ост-Індії. Два кораблі «Пера» та «Арнем» попливли вздовж південного узбережжя Нової Гвінеї, потім взяли курс на південь до півострова Кейп-Йорк і затоки Карпентарія. Пришвартовуючись до островів у пошуку прісної води, Карстензоон стикався з племенами місцевих австралійських тубільців. Карстензоон описав їх як «бідних і з жалюгідним виглядом мешканців», у яких не було «ніякого знання про дорогоцінні метали та спеції».
8 травня 1623 року Карстензоон і його команда боролася в сутичці з двохсотма аборигенами в гирлі невеликої річки біля мису Дуйфкен (названого на честь судна Янсзона, яке раніше відвідало регіон). Карстензоон назвав невелику річку річкою Карпентрі, і затоку Карпентарію на честь Пітера де Карпентира, тоді Генерал-губернатора голландської Ост-Індії. Карстензоон досяг річки Стаатен перш ніж знову вирушив на північ. «Пера» і Карстензоон повернулись в Амбон, в той час, як «Арнем» перетнув затоку Карпентарія, побачивши східне узбережжя Арнемленду.
Пунчак-Джая (Піраміда Карстенса), найвища вершина Океанії (4884 м) названа на його честь. В 1623 році на вершині гори він побачив льодовик. В Європі він був осміяний, коли сказав, що бачив сніг поблизу екватора.
Карстензоон також назвав декілька інших об'єктів вздовж північного узбережжя Австралії.